# Ernst Pechlaner
Ernst Pechlaner (* 9. November 1954 in Innsbruck) ist ein österreichischer Politiker (SPÖ). Abgeordneter zum Tiroler Landtag Vizepräsident des Tiroler Landtages und Klubobmann der SPÖ und Amtsführender Stadtrat der Landeshauptstadt Innsbruck.
Ernst Pechlaner besuchte die Volks- und Hauptschule in Innsbruck, bevor er 1969 an die örtliche Handelsschule wechselte. 1970 verließ er die Handelsschule und begann eine Lehre als Reproduktionsfotograf, die er 1974 mit Auszeichnung an der graphischen Berufsschule Innsbruck abschloss. Er arbeitete bis 1977 als Reproduktionsfotograf und war danach bis 1980 ÖGB Jugendsekretär in Tirol. Seit 1980 ist Pechlaner Bildungsreferent der Arbeiterkammer Tirol.
Ernst Pechlaner wurde 1994 zum Stellvertretenden Parteivorsitzenden der SPÖ Tirol gewählt und war bis 2013 in dieser Funktion tätig. Von 2000 bis 2013 war Pechlaner auch Parteivorsitzender der SPÖ Innsbruck-Stadt und von 1994 bis 2014 Mitglied im SPÖ-Bundesparteivorstand. Pechlaner wurde am 5. April 1994 in den Tiroler Landtag gewählt und war zwischen dem 30. März 1999 und dem 21. Oktober 2003 dessen Zweiter Vizepräsident. Vom 21. Oktober 2003 bis 16. November 2010 war Pechlaner Klubobmann der SPÖ im Tiroler Landtag. Pechlaner war während seiner Zugehörigkeit zum Tiroler Landtag Mitglied der verschiedensten Ausschüsse, u. a. im Ausschuss für Rechts-, Gemeinde- und Raumordnungsangelegenheiten, Bildungsausschuss oder Mitglied im Notstandsausschuss. Im Oktober 2010 wechselte Pechlaner in die Innsbrucker Stadtregierung und war bis Mai 2012 Amtsführender Stadtrat für Verkehrsplanung, Verkehrsrecht, Umwelt und Energiewirtschaft. Von Mai 2012 bis Mai 2018 war Ernst Pechlaner Amtsführender Stadtrat für Soziales, Kinder- und Jugendhilfe, Bildung, Schule und Kinderbetreuung in der Landeshauptstadt Innsbruck.